# Великочернігівська волость
Великочернігівська волость — історична адміністративно-територіальна одиниця Старобільського повіту Харківської губернії із центром у слободі Велика Чернігівка.
Станом на 1885 рік складалася з 2 поселень, 3 сільських громад. Населення — 7187 осіб (3560 чоловічої статі та 3627 — жіночої), 829 дворових господарства.
|                     | Площа, десятин | У тому числі орної, дес. |
| ------------------- | -------------- | ------------------------ |
| Сільських громад    | 14391          | 12328                    |
| Приватної власності | —              | —                        |
| Казенної власності  | —              | —                        |
| Іншої власності     | 101            | 100                      |
| Загалом             | 14492          | 12428                    |

Основні поселення волості станом на 1885:
- Велика Чернігівка — колишня державна слобода при річці Ковсуг за 50 верст від повітового міста, 3727 осіб, 364 дворових господарства, православна церква, каплиця, школа, поштова станція, 2 лавки.
- Богданівка — колишня державна слобода при річці Ковсуг, 1188 осіб, 276 дворових господарств, каплиця.
- Лашинівка — колишня державна слобода при річці Ковсуг, 1272 особи, 189 дворових господарств, православна церква, щорічний ярмарок.

Найбільші поселення волості станом на 1914 рік:
- слобода Велика Чернігівка — 4798 мешканців;
- слобода Лашинівка — 1814 мешканців;
- слобода Нижньобогданівка — 2347 мешканців;
- слобода Верхньобогданівка — 1661 мешканець.

Старшиною волості був Гордій Трохимович Толмачов, волосним писарем — Павло Степанович Дудников, головою волосного суду — Олексій Карпович Родіонов.